# Stephen Barrientos
Stephen Barrientos (Medellín, Antioquia, Colombia; 16 de septiembre de 1990) es un futbolista colombiano. Juega como defensa.

## Clubes
| Club                | País                | Año                 | Partidos | Goles |
| ------------------- | ------------------- | ------------------- | -------- | ----- |
| Atlético Nacional   | Colombia            | 2010 - 2012         | 20       | 0     |
| La Equidad          | Colombia            | 2012 - 2013         | 7        | 0     |
| Cúcuta Deportivo    | Colombia            | 2014                | 0        | 0     |
| Total en su carrera | Total en su carrera | Total en su carrera | 27       | 0     |

## Palmarés

### Torneos nacionales
| Título          | Club              | País     | Año  |
| --------------- | ----------------- | -------- | ---- |
| Torneo Apertura | Atlético Nacional | Colombia | 2011 |